# Martin Emmrich
Martin Emmrich (Maagdenburg, 17 december 1984) is een voormalig Duitse tennisser. Hij heeft drie ATP-toernooien gewonnen in het dubbelspel, en stond in de finale van vier dubbelspel ATP-toernooien. Hij deed enkele keren mee aan Grand Slams. Hij heeft vijftien challengers in het dubbelspel op zijn naam staan.
Hij had sinds augustus 2013 een relatie met Michaëlla Krajicek. Op 16 juni 2014 vroeg hij haar ten huwelijk tijdens de Topshelf Open. In juli 2015 trouwden ze in Praag. In mei 2018 werd bekend dat Krajicek en Emmrich gingen scheiden.

## Palmares dubbelspel
| Nr.                          | Datum             | Toernooi        | Ondergrond    | Partner            | Tegenstanders in finale                  | Score              | Details |
| ---------------------------- | ----------------- | --------------- | ------------- | ------------------ | ---------------------------------------- | ------------------ | ------- |
| Gewonnen finales herendubbel |                   |                 |               |                    |                                          |                    |         |
| 1.                           | 15 oktober 2012   | ATP Wenen       | Hardcourt (i) | Andre Begemann     | Julian Knowle Filip Polášek              | 6-4, 2-6, [10-4]   | Details |
| 2.                           | 25 mei 2013       | ATP Düsseldorf  | Gravel        | Andre Begemann     | Treat Huey Dominic Inglot                | 7-5, 6-2           | Details |
| 3.                           | 3 augustus 2013   | ATP Kitzbühel   | Gravel        | Christopher Kas    | František Čermák Lukáš Dlouhý            | 6-4, 6-3           | Details |
| Verloren finales herendubbel |                   |                 |               |                    |                                          |                    |         |
| 1.                           | 5 mei 2012        | ATP Belgrado    | Gravel        | Andreas Siljeström | Jonathan Erlich Andy Ram                 | 6-4, 2-6, [6-10]   | Details |
| 2.                           | 7 januari 2013    | ATP Chennai     | Hardcourt     | Andre Begemann     | Benoît Paire Stanislas Wawrinka          | 2-6, 1-6           | Details |
| 3.                           | 22 juni 2013      | ATP Rosmalen    | Gras          | Andre Begemann     | Maks Mirni Horia Tecău                   | 3-6, 6-7(4)        | Details |
| 4.                           | 24 mei 2014       | ATP Düsseldorf  | Graval        | Christopher Kas    | Santiago González Scott Lipsky           | 5-7, 6-4, [3-10]   | Details |
| Gewonnen challengers         |                   |                 |               |                    |                                          |                    |         |
| 1.                           | 8 november 2009   | Charlottesville | Hardcourt (i) | Andreas Siljeström | Dominic Inglot Rylan Rizza               | 6-4, 3-6, [11-9]   |         |
| 2.                           | 14 november 2009  | Knoxville       | Hardcourt (i) | Andreas Siljeström | Raven Klaasen Izak van der Merwe         | 7-5, 6-4           |         |
| 3.                           | 12 september 2010 | Genua           | Gravel        | Andre Begemann     | Brian Battistone Andreas Siljeström      | 1-6, 7-63, [10-7]  |         |
| 4.                           | 3 oktober 2010    | Cali            | Gravel        | Andre Begemann     | Gero Kretschmer Alexander Statschko      | 6-4, 7-65          |         |
| 5.                           | 28 november 2010  | Helsinki        | Hardcourt (i) | Dustin Brown       | Henri Kontinen Jarkko Nieminen           | 7-617, 0-6, [10-7] |         |
| 6.                           | 26 juni 2011      | Marburg         | Gravel        | Björn Phau         | Federico Delbonis Horacio Zeballos       | 7-63, 6-2          |         |
| 7.                           | 3 juli 2011       | Braunschweig    | Gravel        | Andreas Siljeström | Olivier Charroin Stéphane Robert         | 0-6, 6-4, [10-7]   |         |
| 8.                           | 16 oktober 2011   | Rennes          | Tapijt (i)    | Andreas Siljeström | Kenny de Schepper Édouard Roger-Vasselin | 6-4, 6-4           |         |
| 9.                           | 27 november 2011  | Helsinki        | Hardcourt (i) | Andreas Siljeström | James Cerretani Michal Mertiňák          | 6-4, 6-4           |         |
| 10.                          | 7 april 2012      | Tallahassee     | Hardcourt     | Andreas Siljeström | Artem Sitak Blake Strode                 | 6-2, 7-64          |         |
| 11.                          | 4 september 2012  | Genua           | Gravel        | Andre Begemann     | Dominik Meffert Philipp Oswald           | 6-3, 6-1           |         |
| 12.                          | 17 september 2012 | Szczecin        | Gravel        | Andre Begemann     | Tomasz Bednarek Mateusz Kowalczyk        | 3-6, 6-1, [10-3]   |         |
| 13.                          | 8 oktober 2012    | Tasjkent        | Hardcourt     | Andre Begemann     | Rameez Junaid Frank Moser                | 62-7, 7-62, [10-8] |         |
| 14.                          | 6 mei 2013        | Rome            | Gravel        | Andre Begemann     | Philipp Marx Florin Mergea               | 7-6(4), 6-3        |         |
| 15.                          | 15 februari 2015  | Bergamo         | Hardcourt (i) | Andreas Siljeström | Mateusz Kowalczyk Błażej Koniusz         | 6-4, 7-5           |         |

## Prestatietabel dubbelspel
| Legenda | Legenda                          |
| ------- | -------------------------------- |
| g.t.    | geen toernooi gehouden           |
| l.c.    | lagere categorie                 |
| –       | niet deelgenomen                 |
| G       | uitgeschakeld in de groepsfase   |
| 1R      | uitgeschakeld in de eerste ronde |
| 2R      | uitgeschakeld in de tweede ronde |
| 3R      | uitgeschakeld in de derde ronde  |
| 4R      | uitgeschakeld in de vierde ronde |
| KF      | uitgeschakeld in de kwartfinale  |
| HF      | uitgeschakeld in de halve finale |
| F       | de finale verloren               |
| W       | het toernooi gewonnen            |
| w-v     | winst/verlies-balans             |

| Grandslamtoernooien   |      |     |      |      |        |
| Australian Open       | –    | –   | 1R   | 1R   | 0-2    |
| Roland Garros         | –    | 1R  | 2R   | 1R   | 1-3    |
| Wimbledon             | –    | 2R  | 2R   | 1R   | 2-3    |
| US Open               | 2R   | 1R  | 2R   | 2R   | 3-4    |
| Winst-verlies         | 1-1  | 1–3 | 3-4  | 1-4  | 6-12   |
| ATP World Tour Finals |      |     |      |      |        |
| ATP World Tour Finals | –    | –   | –    | –    | 0-0    |
| ATP Masters 1000      |      |     |      |      |        |
| Indian Wells          | –    | –   | –    | –    | 0-0    |
| Miami                 | –    | –   | –    | –    | 0-0    |
| Monte Carlo           | –    | –   | –    | –    | 0–0    |
| Madrid                | –    | –   | –    | –    | 0-0    |
| Rome                  | –    | –   | –    | –    | 0-0    |
| Montreal/Toronto      | –    | –   | –    | –    | 0–0    |
| Cincinnati            | –    | –   | –    | –    | 0-0    |
| Shanghai              | –    | –   | 1R   | –    | 0–1    |
| Parijs                | –    | –   | –    | –    | 0-0    |
| Olympische Spelen     |      |     |      |      |        |
| Olympische Spelen     | g.t. | –   | g.t. | g.t. | 0-0    |
| Statistieken          |      |     |      |      |        |
| Totaal aantal titels  | 0    | 1   | 2    | 0    | 3      |
| Eindejaarsranking     | 87   | 53  | 42   | 109  | n.v.t. |